# 大沙河 (微山湖)
大沙河，又称蟠龙河，位于山东省西南部，属于南四湖水系。主源北支发源于枣庄市市中区齐村镇沟湾村老虎头山西麓的光武泉，西南流经枣庄市薛城区北部地区，于陶庄镇皇殿村右纳新薛河分洪道来水。大沙河自皇殿村继续西南流，过老运河故道进入微山县，于县城夏镇南部的南坝村注入微山湖。全长42公里，流域面积296平方公里。